# Spondylodese

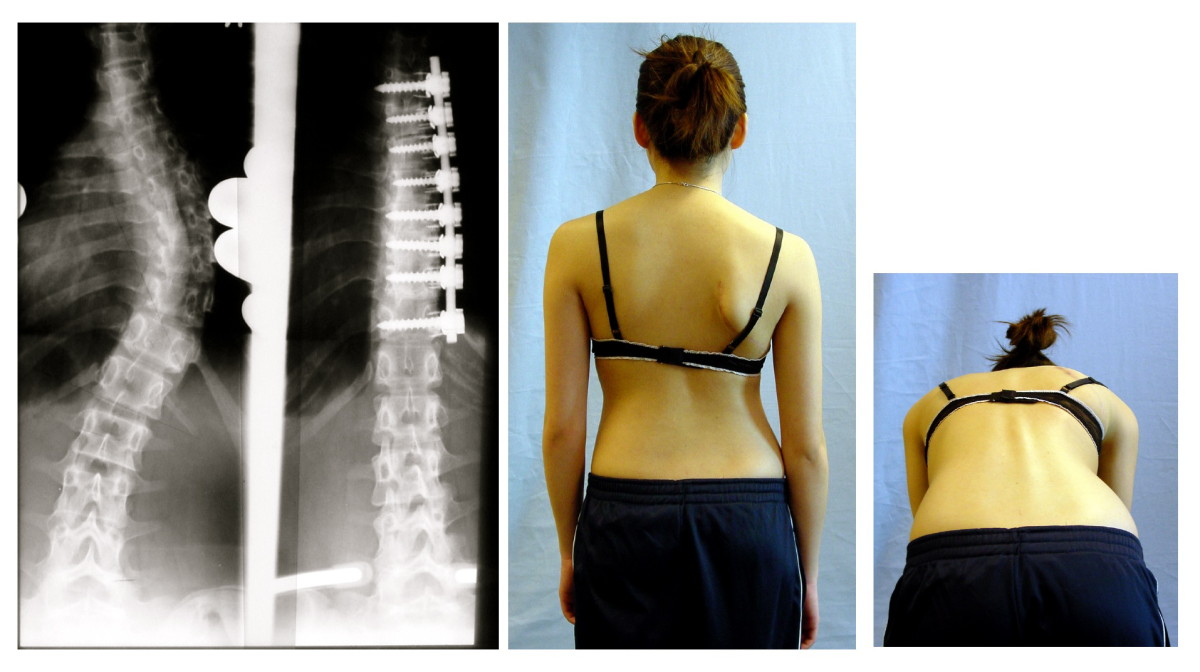
Ergebnis nach einer ventralen Derotationsspondylodese mit einer sehr geringen Restkrümmung

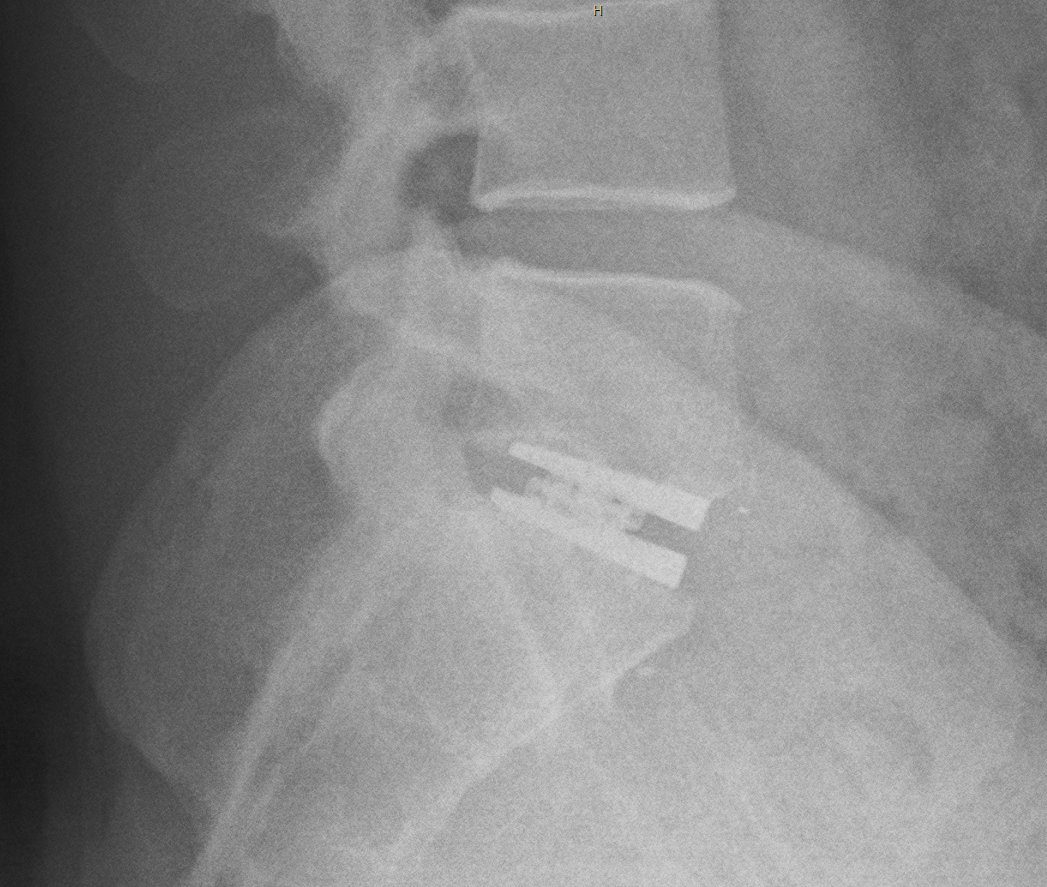
Wirbelkörper-Implantat (Cage) im Segment L5/S1. Ansicht von lateral.

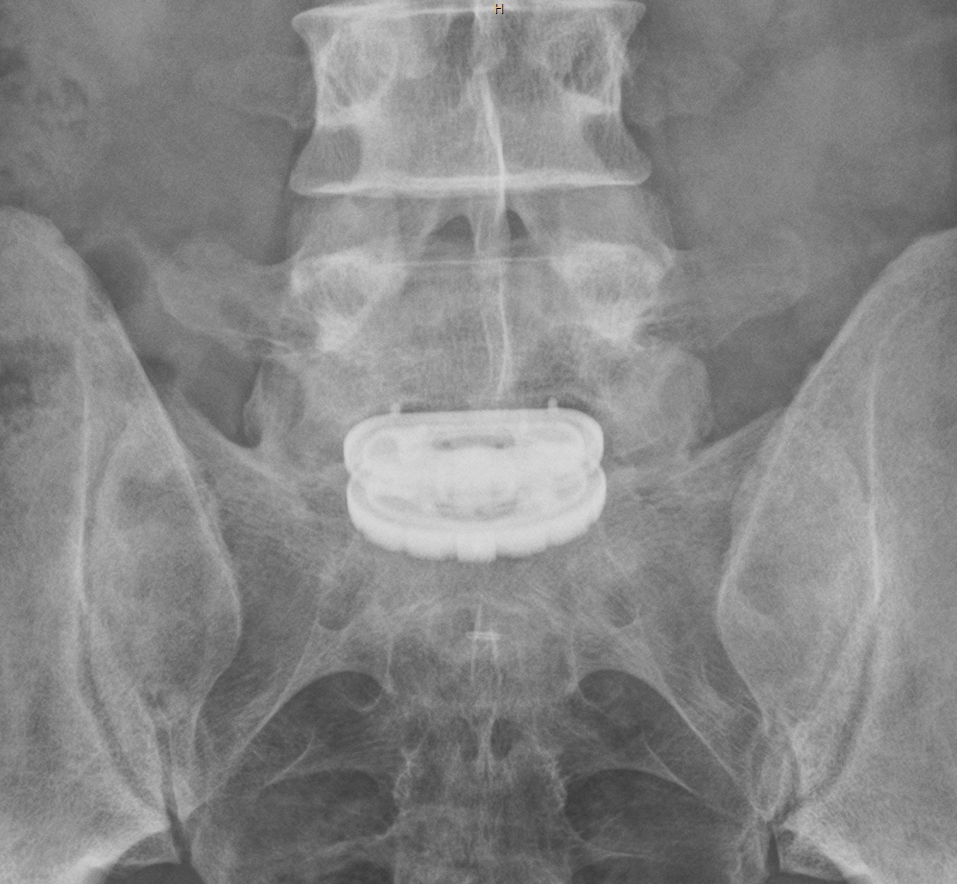
Wirbelkörper-Implantat (Cage) im Segment L5/S1. Ansicht von ventral (AP-Aufnahme).

Spondylodese (Wirbelkörperverblockung) ist eine Operation zur Versteifung von zwei oder mehr Wirbelkörpern an der Hals-, Brust- und/oder Lendenwirbelsäule, um eine volle Belastbarkeit der Wirbelsäule zu erlauben, wenn konservative Behandlungen zu keiner Besserung führten oder ausgeschlossen werden konnten.
Die Versteifung von Wirbelsegmenten führt zu einem irreversiblen Bewegungsverlust im betroffenen Abschnitt der Wirbelsäule, wobei das Ausmaß des Bewegungsverlusts von der Länge der Versteifung abhängig ist.
Die Operation dient der Behebung oder der Verhinderung einer Instabilität der Wirbelsäule, wie sie z. B. bei instabilen Brüchen (Fraktur), bei degenerativem Wirbelgleiten im Rahmen einer Spinalkanalstenose, bei kongenitaler Skoliose oder beim angeborenen Wirbelgleiten auf Grund einer Spaltbildung im Wirbelbogen 'Spondylolisthese' vorliegt.
Die operativen Verfahren unterscheiden sich hinsichtlich des operativen Zugangs und der verwendeten Implantate:
- Bei Operationen von dorsal werden Schrauben über die Pedikel in die Wirbelkörper eingesetzt. Die Schrauben werden dann über Stangen oder Metallplatten miteinander verbunden. Bei diesem Operationsverfahren können auch Implantate in den Zwischenwirbelraum eingebracht werden (PLIF).
- Bei Operationen von ventral können Metallplatten eingesetzt werden. Hierbei kann die Bandscheibe komplett ausgeräumt werden und Knochenspäne in den Zwischenraum eingebracht werden, um die knöcherne Verbindung der Wirbelkörper herbeizuführen. Eventuell werden zusätzlich besondere Implantate in den Zwischenwirbelraum eingefügt, wie z. B. Titankäfige (Cage), die den Abstand der Wirbelkörper zueinander halten, bis die knöcherne Heilung erfolgt ist (ALIF). Eine Alternative stellen Implantate dar, welche eine Restbeweglichkeit in diesem Bewegungssegment erlauben (siehe auch: Bandscheibenprothese).
- Versteifungsoperationen von der Seite, bei denen die Bandscheibe durch ein Implantat ersetzt wird, werden als XLIF bezeichnet.

Eine Besonderheit bei der Röntgenbildgebung nach Spondylodese ist, dass in der Computertomografie durch die Metallimplantate viele Artefakte auftreten, die die Beurteilbarkeit der Bilder und auch der angrenzenden Bewegungssegmente erschweren können. In solchen Fällen kann durch die Gabe von Kontrastmittel eine Verbesserung der Bildqualität erreicht werden. Werden Stahlimplantate eingesetzt, ist zudem die Magnetresonanztomographie (MRT) nicht durchführbar. Es stehen jedoch auch Titanimplantate zur Verfügung, mit denen eine MRT-Untersuchung möglich ist.
Das Ziel einer Versteifungsoperation ist eine Fusion der miteinander verbundenen Wirbel. Als Alternative zur Versteifung gewinnen bewegungserhaltende Verfahren (Stabilisierung) zunehmend an Bedeutung bei der operativen Versorgung von Spinalkanalstenosen. Mithilfen von flexiblen Implantaten (elastischen Stabsystemen) sollen Nachbarsegmente vor Verschleiß (Anschlussdegeneration) geschützt werden.
Die Abbildung zeigt einen Zustand nach Spondylodese der zwei untersten Lendenwirbelkörper (LWK4 und LWK5) mit dem ersten Sakralwirbel (SWK1) zwei Jahre nach der Operation. Der Zwischenwirbelraum zwischen dem vierten und dem fünften Lendenwirbelkörper ist bereits knöchern überbrückt (ankylosiert); beim Übergang vom fünften Lendenwirbelkörper zum ersten Sakralwirbel fehlt diese knöcherne Durchbauung. Wenn alle verblockten Wirbelkörper stabil knöchern miteinander verbunden sind, kann das Spondylodesematerial entfernt werden.

Dorsoventrale Spondylodese LWK5 – SWK1
Der gleiche Patient in der MPR
Die Pfeile zeigen die knöcherne Durchbauung LWK4/5 und die fehlende Durchbauung LWK5/SWK1 an.
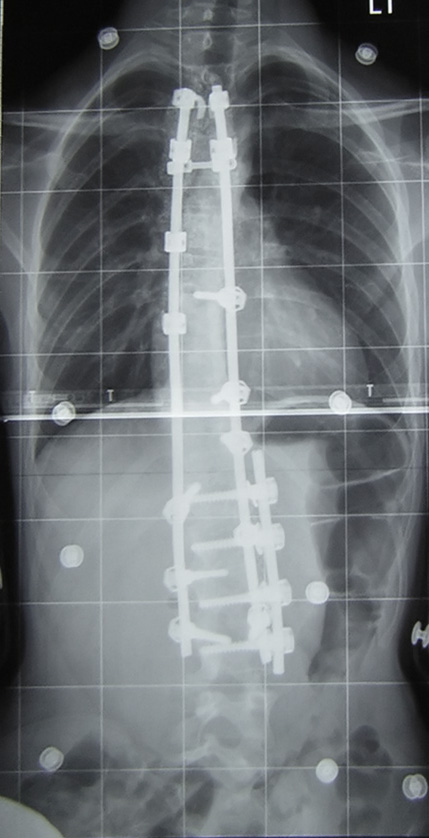
Beispiel einer langstreckigen Spondylodese mit vorderer und hinterer Fusion bei schwerer Skoliose